# Apochthonius colecampi
Apochthonius colecampi es una especie de arácnido  del orden Pseudoscorpionida de la familia Chthoniidae.

## Distribución geográfica
Se encuentra en Misuri (Estados Unidos).